# Ратков, Петар
Пе́тар Ра́тков (серб. Петар Ратков; род. 18 августа 2003, Белград) — сербский футболист, нападающий зальцбургского «Ред Булла» и сборной Сербии.

## Клубная карьера
Ратков — воспитанник клуба ТСЦ. 3 марта 2021 года в матче против «Црвену звезда» он дебютировал в сербской Суперлиге. 2 октября в поединке против «Чукарички» Петар забил свой первый гол за ТСЦ.
В июне 2023 года футболист перешёл в австрийский клуб «Ред Булл» за 4.5 миллиона евро, подписав контракт до 2028 года.

## Международная карьера
В 2022 году Ратков в составе юношеской сборной Сербии принял участие в юношеском чемпионате Европы в Словакии. На турнире он сыграл в матчах против команд Израиля, Англии и Австрии. В поединке против австрийцев Петар забил гол.